# 滩头站 (云南省)
滩头站，位于中华人民共和国云南省昭通市盐津县滩头乡，是内昆铁路上的火车站，建于2002年，由成都铁路局管辖。

## 車站周邊
- 关河

## 业务办理
仅办理客运业务。

## 歷史
- 建于2002年。